# Лютеранская церковь (Одесса)
Кирха Св. Павла в Одессе (укр. Лютеранська церква Святого Павла) — лютеранский собор Святого Павла Немецкой Евангелическо-лютеранской Церкви Украины, религиозный центр лютеран Украины немецкой церковной традиции — историческое здание и архитектурный памятник государственного значения, в котором размещается кафедра Епископа всей Церкви Украины.

## История

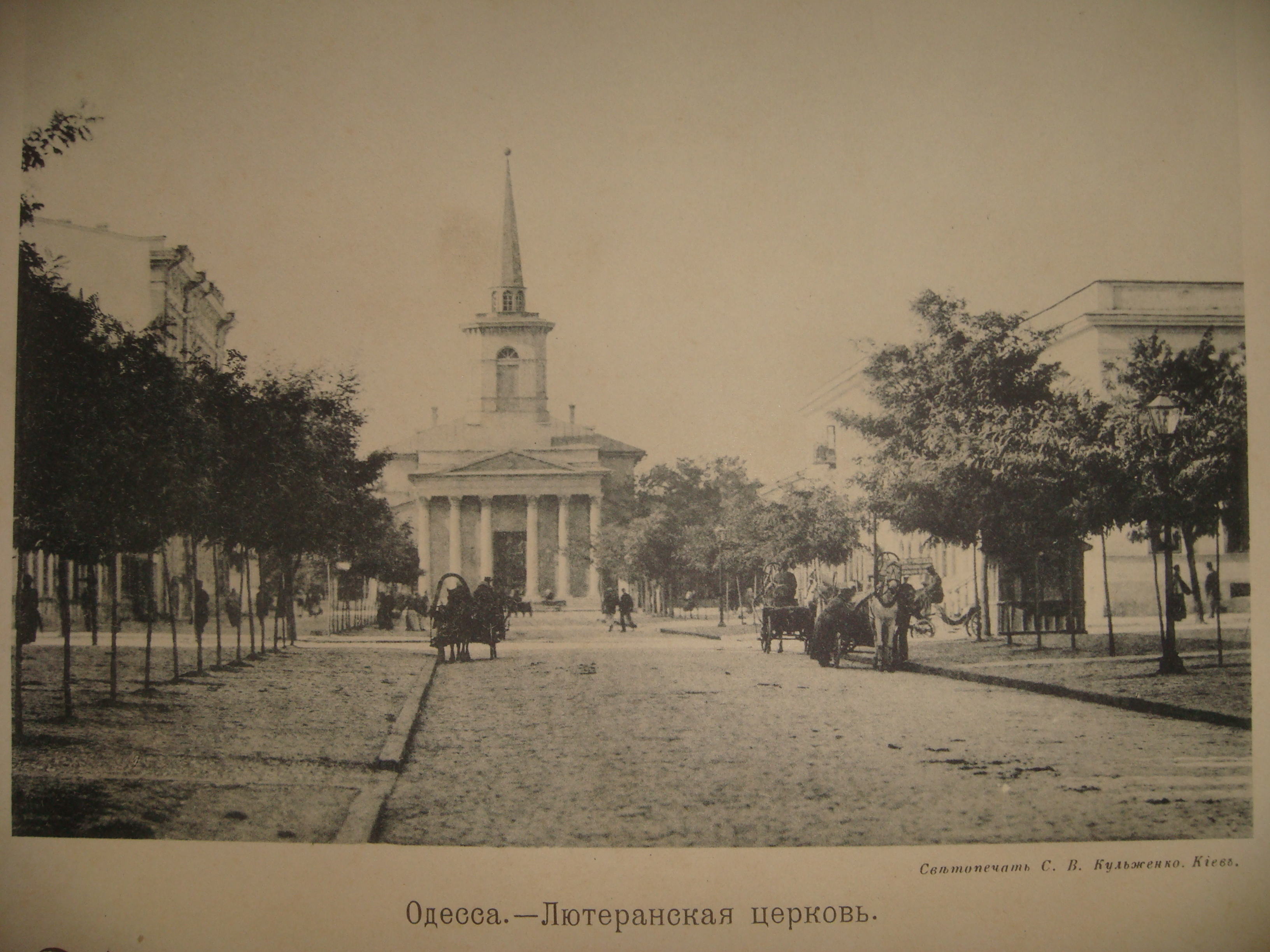
Вид на первоначальное здание лютеранской церкви с улицы Дворянской. Конец XIX века

Первый лютеранский пастор в Одессе был назначен по приказу графа Ришельё в 1804 году. В 1812 году Одесса стала резиденцией лютеранского епископа (суперинтенданта), юрисдикция которого охватывала почти всю южную и восточную Украину (Екатеринославскую, Киевскую, Полтавскую, Таврическую и Херсонскую губернии)
Первое здание евангелической церкви было сооружено в 1825—1827 годах по проекту архитектора Франциско Карловича Боффо (итал. Francesko Carlo Boffa 1796 Окозеи, Сардиния — +10.11.1867 Одесса, лютеранского вероисповедания). Здание имело 6-колонный портик с шатровой колокольней и было выполнено в строгом классическом стиле. Начатое архитектором Ф.-К. Боффо строительство церкви завершали архитекторы Джованни Фраполли и Георгий Торичелли. Освящение церкви после окончания строительных работ осуществил 9 октября 1827 года суперинтендент Южного округа лютеранской Церкви России Карл-Август Бёттигер/Karl-August Boettiger.
К началу 1890-х годов первое здание кирхи сильно обветшало и нуждалось в капитальном ремонте. Кроме всего оно стало уже тесным для возросшей численности церковной общины в связи с чем церковный совет в 1893 году принял решение про проведение конкурса на лучший проект реконструкции кирхи. Из представленных на конкурс 4 проектов лучшим был признан проект архитектора Германа-Карла Шойрембрандта/Hermann-Karl Scheurembrandt (из Штутгарта, Вюртемберг), которому и было поручено исполнение работ. Реконструкция кирхи стала первым строительным проектом Г. К. Шойрембрандта в Одессе. Большая заслуга в успешном проведении строительных работ по праву принадлежит его помощнику другому одесскому архитектору Христиану Скведеру, который осуществлял основной контроль за работами. Реконструкция, проведённая в 1895—1897 годах, оказалась скорее строительством новой церкви. В отличие от старого здания, сооружённого в строго-классическом стиле, Г. К. Шойрембрандт использовал в новом проекте черты готического и романского стилей. Особую красоту новому церковному зданию придавала 5-ярусная главная башня колокольни высотой почти 50 метров, украшенная богатым декором и особо красивой архитектурной композицией, которая, благодаря удачному местоположению на высшей точке центрального городского плато, доминировала над всеми зданиями портового города из-за чего была внесена во все морские лоции… 1 ноября 1897 года состоялось торжественное освящение новой лютеранской церкви Св. Павла в Одессе, которое осуществил пастор Густав-Адольф Локкенберг, служивший в Одесском приходе с 1892 по 1907 год. За одесскую кирху архитектор Г. К. Шойрембрандт в 1903 году, когда праздновался 100-летний юбилей церковного прихода, был награждён российским императором орденом Св. Станислава 3-й степени.

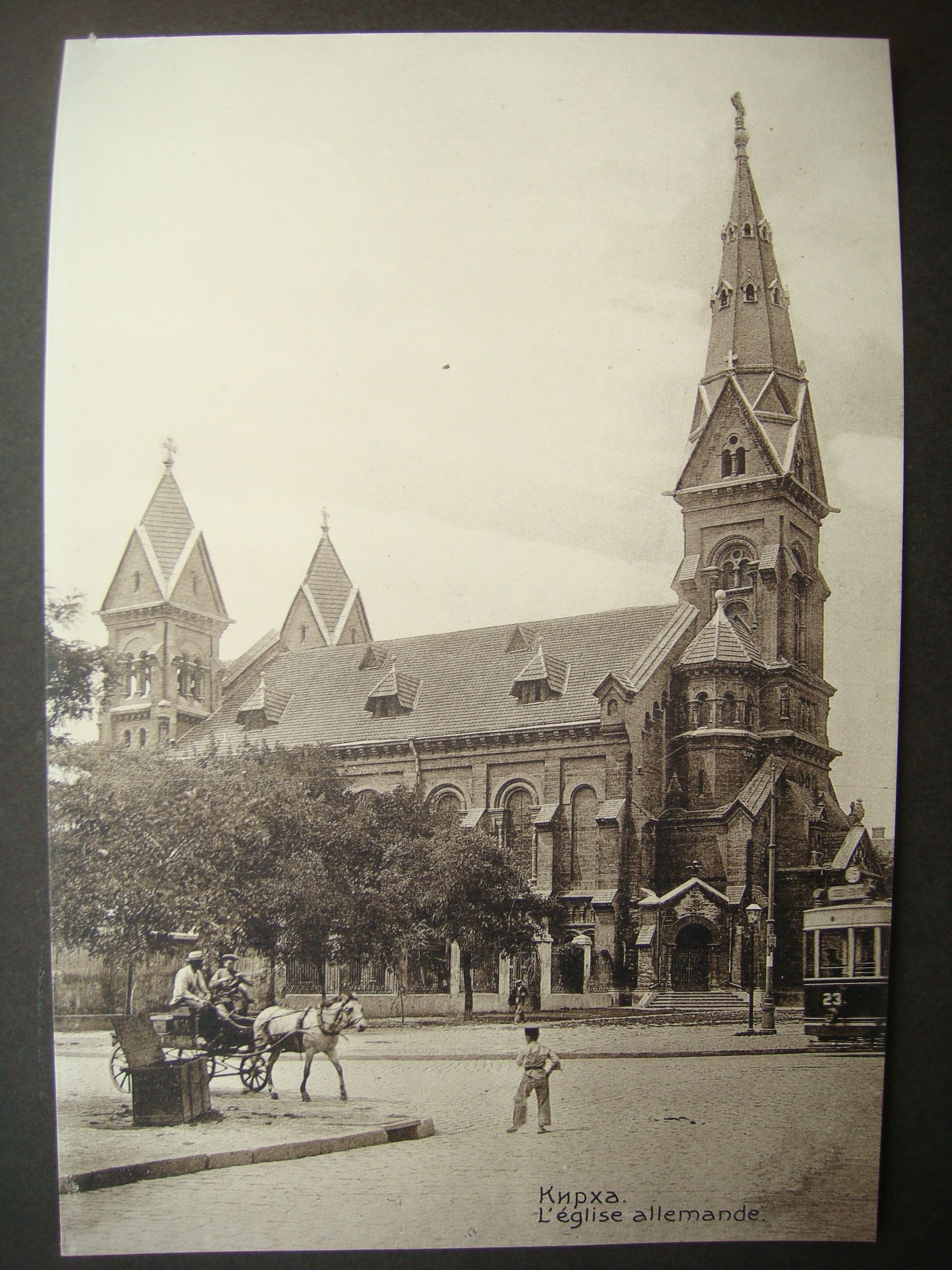
Фотографическое изображение кирхи. Снимок сделан в начале XX века

В феврале 1920 года в Одессе была установлена власть большевиков, а в октябре 1921 года специальная комиссия изъяла имевшиеся у церкви метрические книги, которые велись с 1820 года. Начавшийся голод послужил поводом для изъятия 3 мая 1922 года комиссией губисполкома церковных ценностей из евангелическо-лютеранского прихода Св. Павла (общий вес серебряных изделий составил 2 фунта 70 золотников). В годы сталинских репрессий, когда жертвами становились священники и верующие всех религиозных конфессий СССР, пострадала и лютеранская община Одессы. Фридрих Мерц, служивший викарием в Одессе в 1916—1919 годах, погиб в 1931 году в Соловецких лагерях. Последний пастор Одесского прихода Карл Карлович Фогель был арестован 4 июля 1937 года и расстрелян 27 октября в том же году, а церковный регент и органист, профессор Одесской консерватории и концертмейстер Одесского оперного театра Теофил Данилович Рихтер (отец выдающегося советского пианиста XX столетия Святослава Рихтера) был расстрелян вместе с другими 23 членами «немецкой» церкви в октябре 1941 года, незадолго до вступления немецко-румынских войск в Одессу.
В 1938 году в храме были прекращены богослужения, тогда же со шпиля кирхи был снят крест. В период румынской оккупации Одессы церковь Св. Павла вновь была открыта 7 декабря 1941 года и служила храмом вплоть до конца декабря 1943 года. Духовное служение в Одесском приходе в этот период осуществляли лютеранские пасторы из немецких общин в Румынии. Всего за этот период более 20 пасторов из немецкоязычных общин Трансильвании поучаствовали в восстановлении церковной жизни в Одессе.
После войны церковь Св. Павла использовалась в качестве спортивного зала и склада института связи. В алтарной части кирхи были устроены туалеты и душевые для спортсменов, а снаружи к зданию была пристроена прачечная, что привело к разрушению фундаментов из-за попадания воды и сточных вод. В 1970-е годы были планы по созданию в ней зала органной музыки, но после пожара, произошедшего в ночь с 9 на 10 мая 1976 года, здание полностью выгорело. Есть основания предполагать, что это был умышленный поджог, хотя виновные так и не были найдены.

## Церковь во время независимости Украины
Первым объединением немецкого национально-культурного меньшинства на пост-советском пространстве стало общество «Wiedergeburd» («Возрождение»). Верующие лютеранского вероисповедания из Одесского отделения общества 16 октября 1990 года официально зарегистрировали в государственных органах Евангелическо-лютеранскую общину Одессы, которая стала первой общиной на Украине, вновь созданной после уничтожения Лютеранской Церкви в советский период. На первых порах особую тревогу вызывало отсутствие духовного руководства и помещений для собраний общины. Поэтому было решено послать 17 ноября 1990 года в Ригу, где располагалась в тот момент семинария Немецкой Евангелическо-лютеранской Церкви СССР и Епскоп Харольд Калниньш (Harold Kalnins), одного из организаторов немецкого обществa и лютеранской общины Юрия Шеффера/Yurgen Schaefer. Сообщение о появлении лютеранских общин на Украине произвело большое впечатление на Епископа. Юрий Шеффер вернулся в Одессу с благословением Епископа на возврат кирхи и с несколькими коробками с песенниками и Библиями на русском и немецком языках. Вскоре после этого началась визитация общины студентами Рижского теологического семинара, которая продолжалась вплоть до назначения в Одессу после окончания Рижского семинара пастора Виктора Грефенштайна/Viktor Graefenstein. Из-за отсутствия постоянного места для собраний, в ожидании решения о возврате церковных помещений, община в зимний период собиралась где-придется: то в квартире члена общины Тамары Кудриной/Tamara Kudrina, то в подвале Дворца студентов, то в школах; а в весенне-осенний период — с марта по октябрь — в продолжение нескольких лет община праздновала свои воскресные богослужения под открытым небом в стенах сгоревшей кирхи. Чудесным образом дожди и непогода во время богослужений во все годы обходили стороной собрания этой маленькой церковной общины. Стараниями членов общины были произведены работы в кирхе по вывозу мусора, установке дверей с замками и закладке проёмов 1-го этажа, были изготовлены скамьи, временный алтарь с распятием и художественное изображение Иисуса за алтарём, регулярно осуществлялся сбор пожертвований на грядущее восстановление кирхи от членов и гостей общины.
Учредительная конференция Синода НЕЛЦУ состоялась в период с 31 января по 2 февраля 1992 года в Киеве. На ней были представлены делегаты-синодалы от 4 официально-зарегистрированных первых лютеранских общин Одессы, Днепропетровска, Киева и Львова. В заседаниях приняли участие: Епископ Харольд Калниньш/Harold Kalnins и заместитель Епископа, ректор Рижского теологического семинара Георг Крейчмар/Georg Kreitchmar и приглашённые гости из общин Харькова, Запорожья и Кеменчуга. Синод объявил об учреждении автономной Епархии новообразованной Немецкой Евангелическо-лютеранской Церкви Украины и избрал своим духовным руководителем — суперинтендентом — Виктора Грефенштейна и первым президентом Синода — Юрия Шеффера. В качестве центра украинской Епархии Синод определил город Одессу, а лютеранскую церковь Святого Павла — одесскую кирху — в качестве кафедрального храма Епархии. Это решение во многом благоприятствовало перспективе восстановления здания кирхи. Уже в следующем 1993 году было получено принципиальное согласие властей на передачу кирхи и начаты бюрократические процедуры оформления всех необходимых документов…
Наконец, 23 октября 1997 года состоялось решение Одесского горсовета о "возврате кирхи и «пасторского» дома с земельным участком 0,51га. По утверждённому строительному плану вначале (1998—1999 г.г.) было произведено расселение проживавших в пасторском доме 20 семей и (в 2000—2002 г.г.) осуществлены строительные работы 1-й очереди по реконструкции «пасторского» дома в качестве Административного здания НЕЛЦУ и одесской общины НЕЛЦУ с залом на 190 посадочных мест. Это здание было торжественно освящено 22 сентября 2002 года после окончания работ по 1-й очереди строительства. После разработки финансового плана и проекта реконструкции одесской кирхи, получения необходимых согласований и технических условий на 2-ю очередь строительства, 4 октября 2005 года состоялось торжественное освящение строительной площадки и дан старт к началу работ по реконструкции здания церкви Св. Павла в Одессе. Предложенный НПО «Экострой» (дир. Владимир Суханов, арх. Александр Голованов) проект реконструкции предусматривал снос аварийной апсиды кирхи и возведение на её месте 2-этажного современного здания для размещения Немецкого национально-культурного и религиозного центра, а в сохраняемой старинной передней части церковного здания — размещение уменьшенного зала для церковных богослужений и органных концертов. Реконструируемый зал в плане представляет прямоугольник со сторонами 18,5 на 21 метр, вместимостью около 600 мест, тогда как прежний был рассчитан на 1200 мест, включая галерею…

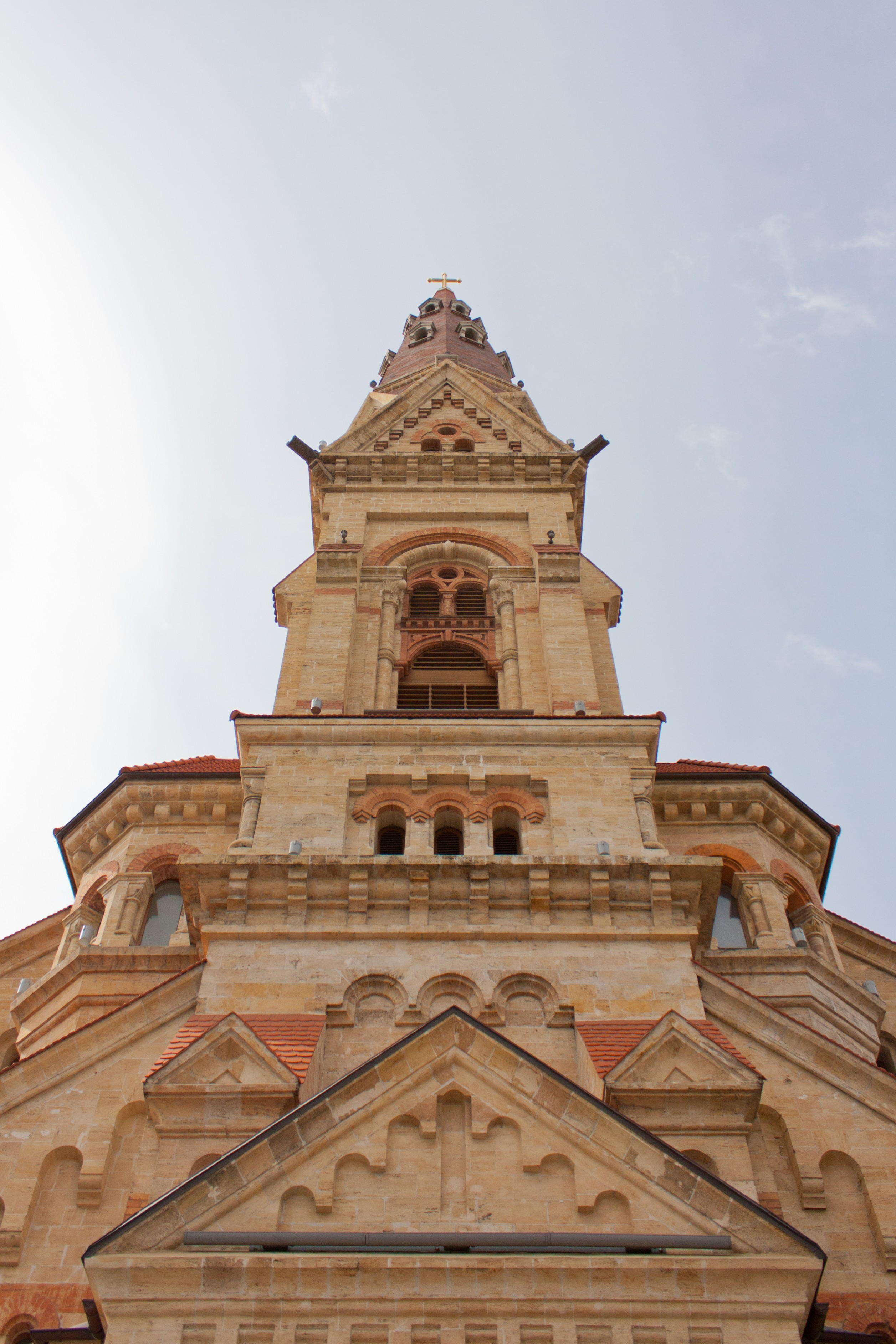
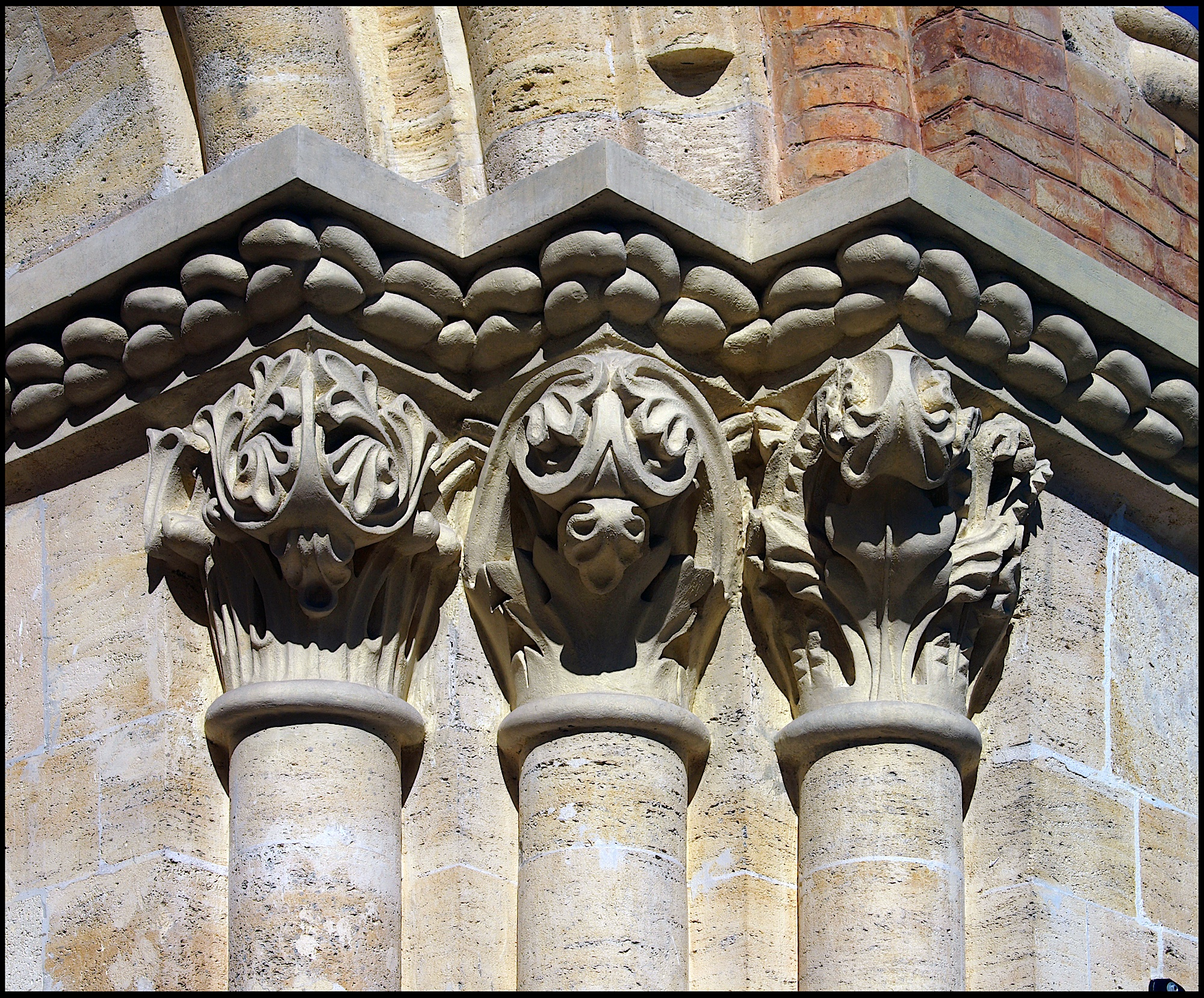
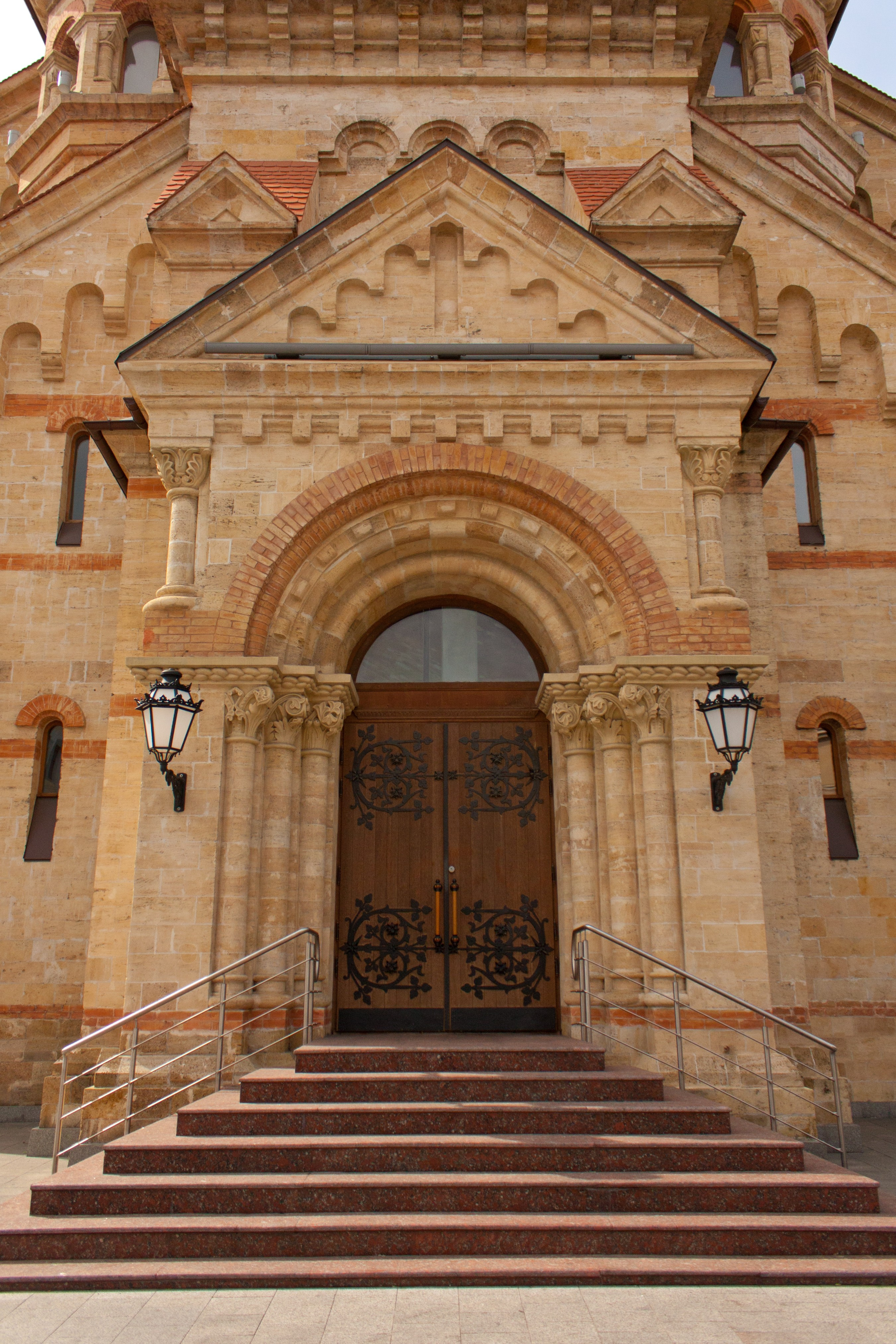
Novoselskogo-68-1.jpg
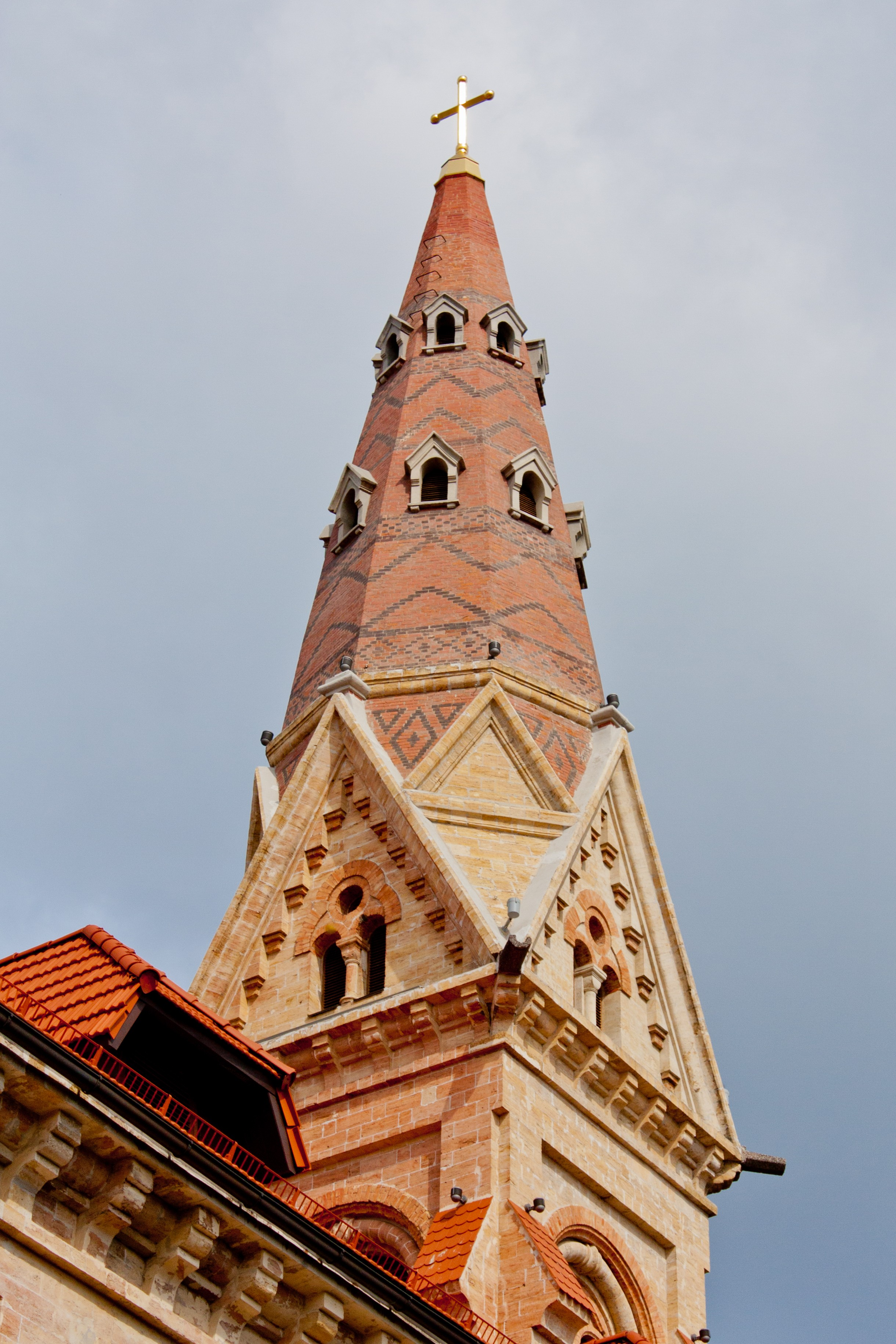

Для проведения основной реконструкции кирхи было собрано 6 500 000 евро. Кроме указанных средств на восстановление здания церкви, продолжали поступать многочисленные пожертвования от частных лиц и организаций как в Германии, так и на Украине, которые позволили воссоздать достойный интерьер церковного зала и заново оборудовать колокольную звонницу на 4 колокола. Колокола были изготовлены на старинном колокольном заводе «Пернер» в г. Пассау на Дунае. Самый большой колокол Христа весом в 1 тонну — подарок партнерской общины г. Регенсбурга, второй — апостола Павла весит 690 кг, третий — апостола Петра весит 480 кг и наконец, самый маленький — четвёртый — весом 280 кг, колокол Богоматери Марии, был изготовлен на средства членов общины Св. Павла в Одессе, которые жертвовали не только деньги, но и ценные монеты и драгоценности. Эти четыре новых колокола по своему звучанию гармонируют с 2 колоколами установленными ранее в доме Св. Павла, так что по большим праздникам можно наслаждаться звоном всех 6 колоколов Церковного центра Св. Павла.
Старинные, хорошо сохранившиеся, церковные скамьи — это подарок общины церкви Св. Ульриха. Община лютеранской церкви Св. Креста в Нюрнберге подарила одесской кирхе свой орган (с 2 мануалами и одной педалью на 27 регистров), который был произведён на известной органной фирме «Штейнмайер» в Баварии.
На задней алтарной стене установлено большое распятие Иисуса Христа, датируемое XVIII веком, которое первоначально находилось в католическом храме г. Венценбаха близ Регенсбурга. Ниже распятия размещаются фигуры апостолов Петра и Павла, обнаруженные реставраторами в епархиальном музее Регенсбурга, которые датируются тем же XVIII веком. Директор музея и представитель католического Епископа Регенсбурга — города-побратима Одессы — решили передать в дар Одессы и эти две фигуры.
Престольный алтарь, крестильная купель и кафедра изготовлены из отшлифованных камней снесённой церковной апсиды по проекту немецкого художника Тобиаса Камерера. Напрестольные подсвечники, кувшин и чаши для Крещения, а также новое напрестольное распятие, также были сделаны по проекту этого художника.
Справа от входа в церковный зал нашла своё место большая икона Богоматери, кормящей младенца Иисуса. Написанная предположительно в XIX веке в западно-украинском стиле она была спасена одной украинской семьёй и подарена в благодарность за исцеление лютеранской церкви. Состояние иконы потребовало больших усилий известного одесского реставратора по восстановлению первоначального образа. Необходимые средства на реставрацию иконы, изготовление рамы и подрамника были венчальным пожертвованием одной из старейших семей прихожан Одесской общины Св. Павла.
По прошествии почти 5 лет строительно-реставрационных работ, выполнявшихся специалистами НПО «Экострой» под контролем директора церковной строительной фирмы «Кирхенбау» Алексея Панченко, 16 апреля 2010 года кирха была открыта для обозрения.
Торжественная литургия по чину освящения церкви прошла в субботу 17 апреля 2010 года при большом стечении одесситов и гостей. Освящение проводил Епископ Немецкой Евангелическо-лютеранской Церкви Уланд Шпалингер/Uland Spahlinger совместно с пастором Одесской общины Св. Павла Андреем Гамбургом/Andreas Hamburg в сослужении с Епископом Земельной ЕЛЦ Баварии Иоганн Фридрихс, старшего церковного советника Клаус-Юргена Репке и церковного советника Ульриха Ценкера, вместе с Архиепископом Евангелическо-лютеранской Церкви России, Украины, Казахстана и Средней Азии Эдмундом Ратцем. В тот же день был дан и первый органный концерт с участием Баховского ансамбля духовых инструментов и литавр г. Мюнхена, который исполнили органисты проф. Гартмут Лойшер-Ростоцкий и Вероника Струк.